# Сумы (футбольный клуб, 2008)
Профессиональный футбольный клуб «Су́мы» (укр. Професійний футбольний клуб «Суми») — украинский футбольный клуб из одноимённого города Сумской области.

## История
12 января 1982 года при лесхозе посёлка Краснополье был организован клуб с названием «Явор». Команда начала выступать в чемпионате Сумской области и через 2 года стала чемпионом области, а в следующем завоевала областной кубок. В первенстве страны среди КФК 1991 года футболисты из Краснополья вошли в тройку призёров своей группы.
В первом национальном чемпионате Украины «Явор» стал участвовать в соревнованиях среди профессионалов, сначала в переходной лиге, затем во второй. В 1995 году «Явор» победил в турнире второй лиги.
В сезоне 1995/96 «Явор» стартовал в первой лиге и на следующие 4 сезона стал её крепким середняком.
К тому времени главная команда области — сумский «Фрунзенец» на время прекратила существование, и областное руководство решило возродить в Сумах футбол. С этой целью в 1998 году «Явор» был переведён в областной центр и переименовался в «Явор-Сумы». В таком виде клуб просуществовал полтора сезона, после чего плавно преобразовался в ФК «Сумы/Спартак» Сумы.
В том же году в Краснополье решили возродить «Явор». Команда 2 сезона провела в любительском чемпионате и в сезоне 2002/03 заявилась во вторую лигу. Команда стала середняком второй лиги, что было пределом клуба при том финансировании. Периодически начали появляться слухи о расформировании команды.
С 9 тура сезона 2008/09 «Явор» стал именоваться ФК «Сумы», переехал в областной центр и стал проводить матчи на стадионе «Юбилейный». После завершения чемпионата Украины 2009/10 ФК «Сумы» был исключён из состава ПФЛ.
13 июля 2010 года Центральный совет ПФЛ утвердил состав участников групп второй лиги Чемпионата Украины. ПФК «Сумы» прошёл аттестацию профессиональных клубов и попал в группу А второй лиги 2010/11. По итогам сезона клуб занял в своей группе 2-е место, получив шанс попасть в первую лигу. После победы над командой, занявшей 2-е место в группе Б — ФК «Полтава», ФК «Сумы» проиграл команде «Энергетик», занявшей 16-е место в первой лиге сезона 2010/11, тем самым оставшись ещё на один сезон во Второй лиге.
Уже в сезоне 2011/12 сумчане досрочно стали победителями группы А второй лиги и абсолютными победителями второй лиги, обыграв ФК «Полтава» (победителя группы Б второй лиги) со счётом 2:0. Основными конкурентами «Сум» в группе были «Десна», «Славутич», «Энергия» и «УкрАгроКом». Что касается выступлений в кубке Украины, то в 1/8 финала ФК «Сумы» проиграли луганской «Заре», обыграв перед этим такие клубы первой лиги, как «Звезда» и «Крымтеплица».
В 2019 году, решением КДК ФФУ, в результате скандала с организацией договорных матчей, клуб лишён профессионального статуса, а президент, ряд игроков и тренеров клуба получили различные сроки дисквалификации.

## Выступления в чемпионатах и Кубке Украины
| Сезон   | Лига  | Поз | И  | В  | Н  | П  | З  | П  | О  | Кубок Украины |
| ------- | ----- | --- | -- | -- | -- | -- | -- | -- | -- | ------------- |
| 2008/09 | 2 «Б» | 17  | 34 | 6  | 10 | 18 | 27 | 60 | 22 | 1/64          |
| 2009/10 | 2 «Б» | 8   | 26 | 10 | 6  | 10 | 32 | 34 | 36 | 1/32          |
| 2010/11 | 2 «А» | 2   | 22 | 14 | 3  | 5  | 32 | 13 | 45 | 1/64          |
| 2011/12 | 2 «А» | 1   | 26 | 21 | 3  | 2  | 51 | 13 | 66 | 1/8           |
| 2012/13 | 1     | 9   | 34 | 14 | 8  | 12 | 32 | 35 | 50 | 1/32          |
| 2013/14 | 1     | 11  | 30 | 11 | 6  | 13 | 29 | 39 | 39 | 1/32          |
| 2014/15 | 1     | 8   | 30 | 12 | 7  | 11 | 35 | 41 | 43 | 1/16          |
| 2015/16 | 1     | 14  | 30 | 8  | 6  | 16 | 35 | 54 | 30 | 1/16          |
| 2016/17 | 1     | 15  | 34 | 8  | 12 | 14 | 34 | 44 | 36 | 1/32          |
| 2017/18 | 1     | 11  | 34 | 12 | 6  | 16 | 33 | 37 | 42 | 1/32          |
| 2018/19 | 1     | 14  | 28 | 3  | 7  | 18 | 21 | 91 | 16 | 1/16          |

## Достижения
- Наивысшее место в чемпионатах Украины: 8-е место в первой лиге 2014/15
- Победитель Второй лиги Украины:2011/12
- Серебряный призёр Второй лиги Украины (группа А): 2010/11

## Рекорды
- Самая крупная победа:
  - Официальные встречи: «Верес» (Ровно) — «Сумы» 0:6 (16.10.10); «Сумы» — «СКАД-Ялпуг» 6:0 (08.10.11)
- Самое крупное поражение: «Сумы» — «Рух» 1:10 (25.05.19);

## Стадион

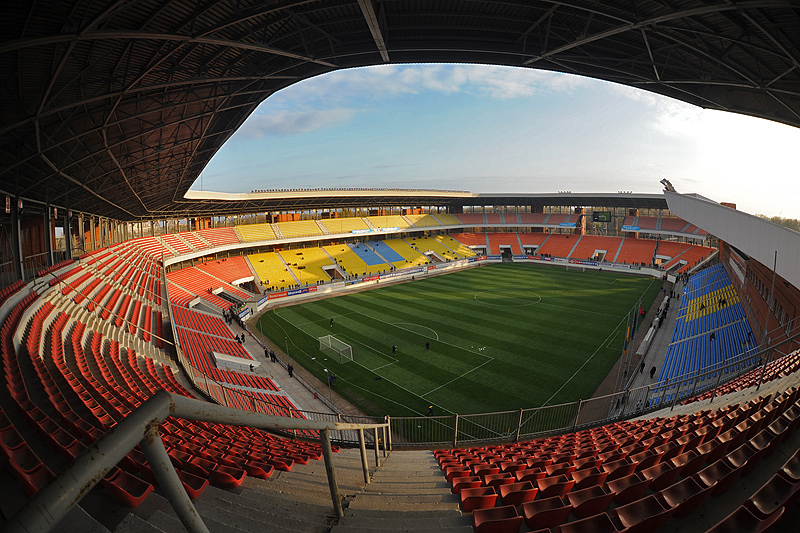

С 2008 года домашней ареной ПФК «Сумы» является стадион «Юбилейный» вместимостью 25 830 зрителей. Стадион стал первым на Украине крытым футбольным стадионом, был назван «Юбилейным» в честь 10-й годовщины независимости Украины.